# کارلا کوالترو
کارلا کارلترو (به انگلیسی: Carla Dawn Qualtrough) یک سیاستمدار و وزیر ورزش و کم‌توانی‌ها کانادا است.